# Annette Gerritsen
Annette Albertine Gerritsen (ur. 11 października 1985 w Ilpendam) – holenderska łyżwiarka szybka, wicemistrzyni olimpijska i czterokrotna medalistka mistrzostw świata.

## Kariera
Specjalizuje się w dystansach sprinterskich. Pierwszy sukces w karierze Annette Gerritsen osiągnęła w 2004 roku, kiedy wspólnie z koleżankami z reprezentacji zdobyła złoty medal w biegu drużynowym podczas mistrzostw świata juniorów w Roseville. Wynik ten powtórzyła na rozgrywanych rok później mistrzostwach świata juniorów w Seinäjoki, zdobywając też srebrny medal w wieloboju. W 2006 roku wystartowała na igrzyskach olimpijskich w Turynie, gdzie zajęła dwunaste miejsce w biegu na 500 m i 23. miejsce na dwukrotnie dłuższym dystansie. Na rozgrywanych dwa lata później dystansowych mistrzostwach świat w Nagano zdobyła brązowe medale w biegach na 500 i 1000 m. Brązowy medal zdobyła także na sprinterskich mistrzostwach świata w Heerenveen w tym samym roku, przegrywając tylko z dwoma Niemkami: Jenny Wolf i Anni Friesinger. W 2010 roku wzięła udział w igrzyskach olimpijskich w Vancouver, zdobywając srebrny medal w biegu na 1000 m. Rozdzieliła tam na podium Kanadyjkę Christine Nesbitt i kolejną reprezentantkę Holandii Laurine van Riessen. Walkę o zwycięstwo przegrała o 0,02 sekundy. Wywalczyła też srebrny medal na mistrzostwach świata w Heerenveen, ulegając tylko Christine Nesbitt. Wielokrotnie stawała na podium zawodów Pucharu Świata, odnosząc przy tym dwa zwycięstwa. Najlepsze wyniki osiągnęła w sezonie 2007/2008, kiedy zajęła drugie miejsce w klasyfikacji końcowej 1000 m. Wielokrotnie stawała na podium mistrzostw Holandii.

## Osiągnięcia

### Igrzyska olimpijskie
Vancouver 2010:  2. miejsce (1000 m)

### Mistrzostwa świata w wieloboju sprinterskim
Heerenveen 2008:  3. miejsce
Heerenveen 2011:  2. miejsce

### Mistrzostwa świata na dystansach
Nagano 2008:  3. miejsce (500 m),  3. miejsce (1000 m)
Vancouver 2009: 5. miejsce (500 m)